# Joseph Auer (Komponist)
Joseph Auer (* 4. Februar 1855 in Staudach; † 1. März 1911 in Osterwaal) war ein deutscher katholischer Priester und Komponist.

## Leben
Seine erste musikalische Ausbildung erhielt Joseph Auer von seinem Vater, der als Lehrer und Kirchenmusiker in Straßkirchen bei Straubing tätig war. Besonders gefördert und geprägt wurde der musikalisch begabte Schüler am Gymnasium der Benediktiner in Metten durch P. Rupert Mittermüller und P. Utto Kornmüller, einem bedeutenden Vertreter des Cäcilianismus. Nach dem Abitur studierte Joseph Auer am Lyzeum in Regensburg Philosophie und Theologie. Durch die Empfehlung seiner Mettener Lehrer wurde hier der Regensburger Domkapellmeister Franz Xaver Haberl auf ihn aufmerksam, so dass er für zwei Jahre die Stelle eines Präfekten bei den Regensburger Domspatzen erhielt. Anschließend trat er in das Regensburger Priesterseminar ein. Hier übernahm er die Leitung des Seminarchors und trat mit ersten eigenen Kompositionen an die Öffentlichkeit.
Auf die Priesterweihe 1879 folgten erste Einsätze in der Pfarrseelsorge in Marklkofen, Ottering und Reißing. Nach einer Erkrankung übernahm er 1884 die Stelle eines Präfekten am Königlichen Studienseminar in Amberg. Gleichzeitig erteilte er am Gymnasium Unterricht in Religion und Kalligraphie. Neben zahlreichen Kompositionen, von denen etliche auch im Druck erschienen, entstanden in dieser Zeit auch verschiedene Arbeiten zur Musikgeschichte.
Wegen seiner angeschlagenen Gesundheit musste Joseph Auer 1894 die Stelle in Amberg aufgeben und zog sich als Kommorant nach Elsendorf in der Hallertau zurück. 1907 entschloss er sich zur Übernahme der kleinen Pfarrei Osterwaal, wo er bis zu seinem Tod wirkte. Auch in diesem letzten Abschnitt seines Lebens war Joseph Auer weiter unermüdlich als Komponist und Musikhistoriker tätig.

## Kompositionen (Auswahl)
- Aus der Zeit am Priesterseminar Regensburg: Te Deum, Requiem, Lauretanische Litanei, Anima Christi
- Im Amberg: Festmesse In honorem Sancti Josephi, Festmesse In honorem Sancti Francisci Salesii, Messe Zu Ehren Unserer Lieben Frau von Lourdes, Te Deum, 7 Motetten, Stabat Mater, 12 Pange Lingua, 5 Fronleichnamshymnen, Herz-Jesu-Lieder, Muttergotteslilien, Requiem, 2 Kommunionlieder, Lauretanische Litanei, Ave Maria, Kantate Sanctus Benedictus, Kantate Der Heilige Michael, acht Frühlingslieder
- In Elsendorf und Osterwaal: Offertorien der Feste vom bitteren Leiden Christi und der sieben Schmerzen Mariens, Litanei vom Heiligsten Namen Jesu und vom Heiligsten Herzen Jesu, sechs deutsche Grabgesänge, Miserere, zehn lateinische Predigtgesänge, zehn Adjuva nos, Antiphonae Mariae
- Musikgeschichtliche Beiträge in den Zeitschriften Monatshefte für Musikgeschichte und Kirchenmusikalisches Jahrbuch

## Editionen
- Hans Leo Haßler, Messen f. 4–8 St. (= Denkmäler Deutscher Tonkunst I, 7, 1902)
- Hans Leo Haßler, Sacri concentus f. 4–12 St. (= Denkmäler Deutscher Tonkunst I, 24 u. 25, 1906)